# Carpenders Park (stacja kolejowa)
Carpenders Park – stacja kolejowa w hrabstwie Hertfordshire w południowej Anglii, w granicach administracyjnych dystryktu Three Rivers, położona pomiędzy miejscowościami Carpenders Park (od której czerpie nazwę) i South Oxhey. Leży na linii Watford DC Line, obsługiwanej przez London Overground i należącej do systemu komunikacji publicznej Wielkiego Londynu. W latach 1917–82 miała status naziemnej stacji metra londyńskiego jako część Bakerloo Line. W roku statystycznym 2021/2022 przez stację przewinęło się około 862 578 pasażerów.